# Z会進学教室

## 概要
Ｚ会進学教室（ぜっとかいしんがくきょうしつ）は、株式会社Ｚ会（本社・東京神田）が運営する大学受験、高校受験、中学受験のための進学塾であり、通信教育大手の増進会出版社の関連企業である。教室は首都圏を中心に30つ設置されており、本社ビルにある御茶ノ水教室が本校である。小学5年生から高校3年生まで、少人数教育をしている。なお、中高一貫生は、東大マスターコース中学部・関西地区は進学Ｚ会と分かれている。

## 主な教材
中学生コースの場合、テキストは主にオリジナル教材である。

## コースの種類
中学生コースの場合、英語、数学、国語のコースはVコースとKコースに分かれている。理科、社会のコースはNコースのみである。

## 月例テスト
毎月一度行われている理解度の確認テストである。全教科で実施される。